# Tortillard du Saint-Laurent
Le Tortillard du Saint-Laurent était un train touristique qui reliait Québec à Pointe-au-Pic, dans Charlevoix. Il a circulé de 1984 à 1985, puis en 1995.

## Histoire
Le train touristique Tortillard du Saint-Laurent est créé en 1984 à l'occasion de l'affluence due à l'organisation des « Grands Voiliers ». Il utilise l'infrastructure de l'ancien Chemin de fer Charlevoix, inutilisée depuis 1977 pour le transport des voyageurs. Après deux saisons estivales d'exploitation il fait faillites bien qu'il ait transporté environ 50 000 voyageurs. Remis en service en 1995 pour deux saisons il fait de nouveau faillite avec un déficit de 2 millions de $. Un projet de réactivation de l'exploitation en 1997 échoue avant la réouverture. 